# Шполянська міська рада
Шполянська міська́ ра́да — адміністративно-територіальна одиниця та орган місцевого самоврядування у Шполянському районі Черкаської області. Адміністративний центр — місто Шпола.

## Загальні відомості
Шполянська міська рада утворена в 1938 році.
- Територія ради: 61,29 км²
- Населення ради: 18 156 осіб (станом на 1 січня 2011 року)
- Територією ради протікає річка Шполка

## Населені пункти
Міській раді підпорядковані населені пункти:
- м. Шпола

## Склад ради
Рада складається з 26 депутатів та голови.
- Голова ради: Кравченко Сергій Володимирович
- Секретар ради: Денисенко Олег Федорович

### Керівний склад попередніхскликань
| Прізвище, ім'я, по батькові    | Основні відомості                                                           | Дата обрання | Дата звільнення |
| ------------------------------ | --------------------------------------------------------------------------- | ------------ | --------------- |
| Плосконос Юрій Миколайович     | Міський голова, 1958 року народження, безпартійний                          | 26.03.2006   | 31.10.2010      |
| Заскалета Віктор Михайлович    | Міський голова, 1956 року народження, освіта вища, член партії Єдиний Центр | 31.10.2010   | 21.07.2015      |
| Кравченко Сергій Володимирович | Міський голова, 1977 року народження, освіта вища, член ВО "ЧЕРКАЩАНИ"      | 10.11.2015   |                 |

Примітка: таблиця складена за даними сайту Верховної Ради України

### Депутати
За результатами місцевих виборів 2015 року депутатами ради стали:

#### За суб'єктами висування
| Суб'єкт висування                                       | Кількість обраних депутатів | %    |
| ------------------------------------------------------- | --------------------------- | ---- |
| Політична партія Всеукраїнське об'єднання "ЧЕРКАЩАНИ"   | 12                          | 46,2 |
| Політична партія "Солідарність"                         | 4                           | 15,4 |
| Політична партія "Громадянська позиція"                 | 3                           | 11,5 |
| Політична партія Всеукраїнське об'єднання "Батьківщина" | 2                           | 7,7  |
| Політична партія Радикальна партія Олега Ляшка          | 2                           | 7,7  |
| Політична партія Всеукраїнське об'єднання "Свобода"     | 2                           | 7,7  |
| Політична партія «УКРОП»                                | 1                           | 3,8  |

#### За округами
| № округу                                | Прізвище, ім'я, по батькові     | Дата визнання обраним | Освіта             | Партійна приналежність                        |
| --------------------------------------- | ------------------------------- | --------------------- | ------------------ | --------------------------------------------- |
| Всеукраїнське об'єднання "ЧЕРКАЩАНИ"    |                                 |                       |                    |                                               |
| 18                                      | Богач Михайло Петрович          | 10.11.2015            | вища               | член Всеукраїнського об'єднання "ЧЕРКАЩАНИ"   |
| 4                                       | Денисенко Олег Федорович        | 10.11.2015            | вища               | член Всеукраїнського об'єднання "ЧЕРКАЩАНИ"   |
| 1                                       | Замотайло Наталія Олексіївна    | 10.11.2015            | вища               | член Всеукраїнського об'єднання "ЧЕРКАЩАНИ"   |
| 25                                      | Кошовий Олег Іванович           | 10.11.2015            | вища               | член Всеукраїнського об'єднання "ЧЕРКАЩАНИ"   |
| 26                                      | Логвінов Вадим Анатолійович     | 10.11.2015            | вища               | член Всеукраїнського об'єднання "ЧЕРКАЩАНИ"   |
| 5                                       | Маєтна Лідія Павлівна           | 10.11.2015            | вища               | член Всеукраїнського об'єднання "ЧЕРКАЩАНИ"   |
| 24                                      | Мальчик Сергій Павлович         | 10.11.2015            | вища               | член Всеукраїнського об'єднання "ЧЕРКАЩАНИ"   |
| 9                                       | Постернак Ігор Анатолійович     | 10.11.2015            | вища               | член Всеукраїнського об'єднання "ЧЕРКАЩАНИ"   |
| 3                                       | Кисленко Сергій Степанович      | 10.11.2015            | вища               | позапартійний                                 |
| 10                                      | Осадчий Анатолій Павлович       | 10.11.2015            | вища               | позапартійний                                 |
| 22                                      | Тищенко Дмитро Миколайович      | 10.11.2015            | незакінчена вища   | позапартійний                                 |
| 19                                      | Тищенко Марія Дмитрівна         | 10.11.2015            | середня спеціальна | позапартійна                                  |
| Політична партія "Солідарність"         |                                 |                       |                    |                                               |
| 17                                      | Доценко Максим Васильович       | 10.11.2015            | вища               | член Політичної партії "Солідарність"         |
| 16                                      | Каландирець Тетяна Валентинівна | 10.11.2015            | неповна вища       | позапартійна                                  |
| 2                                       | Мусюра Ігор Віталійович         | 10.11.2015            | вища               | позапартійний                                 |
| 14                                      | Пасєка Володимир Артемович      | 10.11.2015            | вища               | позапартійний                                 |
| Політична партія "Громадянська позиція" |                                 |                       |                    |                                               |
| 7                                       | Комар Петро Вікторович          | 10.11.2015            | вища               | член Політичної партії "Громадянська позиція" |
| 20                                      | Мельник Сергій Миколайович      | 10.11.2015            | вища               | член Політичної партії "Громадянська позиція" |
| 8                                       | Мошенський Сергій Васильович    | 10.11.2015            | вища               | член Політичної партії "Громадянська позиція" |
| Всеукраїнське об'єднання "Батьківщина"  |                                 |                       |                    |                                               |
| 6                                       | Горбач Володимир Павлович       | 10.11.2015            | вища               | член Всеукраїнського об'єднання "Батьківщина" |
| 13                                      | Ласун Валерій Григорович        | 10.11.2015            | вища               | член Всеукраїнського об'єднання "Батьківщина" |
| Радикальна партія Олега Ляшка           |                                 |                       |                    |                                               |
| 11                                      | Коваль Наталія Миколаївна       | 10.11.2015            | вища               | член Радикальної партії Олега Ляшка           |
| 23                                      | Педченко Тетяна Юріївна         | 10.11.2015            | вища               | член Радикальної партії Олега Ляшка           |
| Всеукраїнське об'єднання "Свобода"      |                                 |                       |                    |                                               |
| 15                                      | Кишінько Вячеслав Леонтійович   | 10.11.2015            | вища               | член Всеукраїнського об'єднання "Свобода"     |
| 12                                      | Кепша Сергій Михайлович         | 10.11.2015            | середня спеціальна | член Всеукраїнського об'єднання "Свобода"     |
| Політична партія "УКРОП"                |                                 |                       |                    |                                               |
| 21                                      | Плосконос Владислав Миколайович | 10.11.2015            | вища               | член Політичної партії "УКРОП"                |